# Лысова, Михалина Анатольевна
Михали́на Анато́льевна Лы́сова (род. 29 марта 1992 в Нижнем Тагиле, Свердловская область, Россия) — российская биатлонистка и лыжница, выступающая среди спортсменов с ограниченными возможностями, шестикратная паралимпийская чемпионка, восьмикратный серебряный призёр и трёхкратный бронзовый призёр зимних Паралимпийских игр в лыжных гонках и биатлоне (2010, 2014, 2018), выступающая в классе спортсменов с нарушением зрения. Четырёхкратная чемпионка мира и трёхкратный серебряный призёр чемпионата мира (2011). Заслуженный мастер спорта России.

## Биография
Михалина Лысова родилась 29 марта 1992 года в Нижнем Тагиле; её отец работал слесарем на Уралвагонзаводе, мать работала в детском саду. С самого рождения она имела слабое зрение, будучи почти слепой. Однажды, в 2002 году, старшая сестра взяла её с собой на лыжную базу, и Михалина в своих очках с толстенными стёклами стала там заниматься вместе со здоровыми детьми (хотя родители девочки сначала были против её занятий спортом: опасались, как бы зрение не ухудшилось ещё больше). Тренировала Михалину Мария Бусыгина; затем упорную девочку заметил тренер паралимпийской сборной России Валерий Огородников, который и вывел её в паралимпийский спорт. Михалина стала тренироваться в екатеринбургском паралимпийском центре «Родник».
С 2007 года Михалина Лысова выступает за сборную России на чемпионатах мира.
В 2010 году на X зимних Паралимпийских играх в Ванкувере Михалина завоевала золотую, 2 серебряных и 2 бронзовых медали. В 2014 году на XI зимних Паралимпийских играх в Сочи она завоевала 3 золотых и 3 серебряных медали.
В 2018 году на XII Зимних Паралимпийских играх в Пхёнчхане она выступала в статусе «Нейтрального паралимпийского спортсмена» (Neutral Paralympic Athlete) из-за приостановления членства Паралимпийского комитета России в МПК. 6 марта МПК допустил Михалину и её спортсмена-ведущего Алексея Иванова к участию на Играх. В результате она завоевала 2 золотых, 3 серебряных и одну бронзовую медаль.
Спортивными кумирами Михалины являются биатлонист Уле Эйнар Бьёрндален (Норвегия) и биатлонистка Кати Вильхельм (Германия).

## Семья
Есть сын, Демид.

## Результаты
Зимние Паралимпийские игры в Ванкувере (2010):
- Золото в соревнованиях по лыжным гонкам (открытая эстафета, 3х2,5 км) с результатом 20.23,2 (Мария Иовлева, Михалина Лысова, Любовь Васильева)[7]
- Серебро в соревнованиях по лыжным гонкам (дистанция 5 км — для спортсменов с нарушением зрения)
- Серебро в соревнованиях по лыжным гонкам (спринт, дистанция 1 км — для спортсменов с нарушением зрения)
- Бронза в биатлонном пасьюте (дистанция 3 км — для спортсменов с нарушением зрения) с результатом 13.40,8[8]
- Бронза в соревнованиях по биатлону в индивидуальной гонке (дистанция 12,5 км — для спортсменов с нарушением зрения)

Чемпионат мира в Ханты-Мансийске (2011):
- Золото в соревнованиях по лыжным гонкам (спринт, дистанция 1,2 км — для спортсменов с нарушением зрения)
- Золото в соревнованиях по лыжным гонкам (открытая эстафета 3х2,5 км)
- Золото в соревнованиях по биатлону (гонка на дистанции 3,6 км — для спортсменов с нарушением зрения)
- Золото в соревнованиях по биатлону (гонка на дистанции 12,5 км — для спортсменов с нарушением зрения)
- Серебро в соревнованиях по лыжным гонкам (гонка на дистанции 5 км — для спортсменов с нарушением зрения)
- Серебро в соревнованиях по лыжным гонкам (гонка на дистанции 15 км — для спортсменов с нарушением зрения)
- Серебро в соревнованиях по биатлону (гонка на дистанции 7,5 км — для спортсменов с нарушением зрения)

Зимние Паралимпийские игры в Сочи (2014):
- Золото в соревнованиях по биатлону (гонка на дистанции 6 км — для спортсменов с нарушением зрения)
- Золото в соревнованиях по биатлону (гонка на дистанции 10 км — для спортсменов с нарушением зрения)
- Золото в соревнованиях по лыжным гонкам (спринт, дистанция 1 км — для спортсменов с нарушением зрения)
- Серебро в соревнованиях по лыжным гонкам (дистанция 15 км — для спортсменов с нарушением зрения)
- Серебро в соревнованиях по биатлону в индивидуальной гонке (дистанция 12,5 км — для спортсменов с нарушением зрения)
- Серебро в соревнованиях по лыжным гонкам (дистанция 5 км — для спортсменов с нарушением зрения)

Зимние Паралимпийские игры в Пхёнчхане (2018):
- Золото в соревнованиях по биатлону (гонка на дистанции 6 км — для спортсменов с нарушением зрения)[9]
- Золото в соревнованиях по биатлону (гонка на дистанции 12,5 км — для спортсменов с нарушением зрения)[10]
- Серебро в соревнованиях по лыжным гонкам (гонка на дистанции 1 км — для спортсменов с нарушением зрения)
- Серебро в соревнованиях по биатлону (гонка на дистанции 10 км — для спортсменов с нарушением зрения)[11]
- Серебро в соревнованиях по лыжным гонкам (гонка на дистанции 7,5 км — для спортсменов с нарушением зрения)[12]
- Бронза в соревнованиях по лыжным гонкам (гонка на дистанции 15 км — для спортсменов с нарушением зрения)[13]

## Награды
- Орден «За заслуги перед Отечеством» IV степени (2014 год) — за большой вклад в развитие физической культуры и спорта, высокие спортивные достижения на XI Паралимпийских зимних играх 2014 года в городе Сочи[14][15]
- Орден Почёта (2018 год) — за высокие спортивные достижения на XII Паралимпийских зимних играх в городе Пхенчхане (Республика Корея), проявленные волю к победе, стойкость и целеустремленность[16]
- Орден Дружбы (2010 год) — за большой вклад в развитие физической культуры и спорта, высокие спортивные достижения на X Паралимпийских зимних играх 2010 года в городе Ванкувере (Канада)[17]